# Bregmatothrips
Bregmatothrips (лат.) — род трипсов из семейства Thripidae (Thysanoptera).

## Распространение
Один из видов этого рода обитает в Северной Америке, но все остальные — в различных теплых районах Старого Света. Один вид описан из южного Китая. Однако сообщение из Китая о европейском виде dimorphus, возможно, является ошибочной идентификацией.

## Описание
Мелкие насекомые с четырьмя бахромчатыми крыльями. Самка макроптерная, самец микроптерный. Голова в длину столько же, сколько в ширину, слегка выступает перед большими глазами, ротовой конус большой; нижнечелюстные пальпы 2- или 3-сегментные; глазные волоски I присутствуют; волоски III хорошо развиты; глаза с пятью пигментированными фасетками; четыре пары заднеглазничных волосков, одна пара смещена к задней стороне. Антенны 8-сегментные (редко 7); сегмент I с парными дорсо-апикальными волосками (или только один такой волосок); чувствующие конусы на III и IV простые (редко вильчатые); III—VI с небольшим количеством микротрихий на обеих поверхностях. Пронотум с двумя парами длинных постероангулярных волосков; три или четыре пары постеромаргинальных волосков. Мезонотум со срединной парой волосков, удаленных от заднего края; переднемедиальная кампановидная сенсилла отсутствует. Метанотум сетчатый медиально; срединная пара волосков на переднем крае; кампановидные сенсиллы отсутствуют. Первая жилка переднего крыла с длинным промежутком в ряду волосков, два волоска около вершины; вторая жилка с полным рядом волосков; клавус с четырьмя-пятью жилковыми и одним дискальным волосками; реснички заднемаргинальной каймы волнистые. Простернальные ферны не разделены; базантры мембранозные, без волосков; простернальный щетинник тонкий и поперечный. Мезостернум с полным стерноплевральным швом; мезостернальная и метастернальная эндофурка без спинулы. Лапки 2-сегментные. Тергиты II—VIII с широким краспедумом, без ктенидий; волоски S1 маленькие и широко разделены, кампановидная сенсилла близка к заднему краю; IX сегмент крупный, передняя кампановидная сенсилла присутствует, MD волоски тонкие; X с полным расщеплением. Стерниты II—VII каждый с тремя парами краевых волосков, все выходят на край. Самцы микроптеристые, стерниты без поровых пластинок. Все виды размножаются на листьях трав.

## Классификация
Включает около 10 видов из семейства Thripidae. В подсемействе Thripinae Bregmatothrips необычен тем, что все виды имеют тергальные краспеды, а тергальные кампаниформные сенсиллы необычно близко расположены к заднему краю тергита. Кроме того, виды различаются по числу усиковых сегментов, форме усиковых конусов и дорсо-апикальным волоскам на первом усиковом сегменте. Один вид, venustus, широко распространён по всему миру и имеет только одну такую щетинку, но этот вид путают с dimorphus, особенно в Африке.
- Bregmatothrips australis Mound, 2011
- Bregmatothrips binervis (Kobus, 1893)
- Bregmatothrips bournieri Pelikan, 1988
- Bregmatothrips brachycephalus  (Shumsher, 1942)
- Bregmatothrips dimorphus  (Priesner, 1919)
- Bregmatothrips furcatus  (Faure, 1933)
- Bregmatothrips piceus  zur Strassen, 1993
- Bregmatothrips ramani  Rachana & Varatharajan, 2017
- Bregmatothrips sinensis  Wang & Tong, 2016[2]
- Bregmatothrips venustus Hood, 1912
- Bregmatothrips willcocksi  (Priesner, 1939)